# Правдинський
Правдинський (біл. Праўдзінскі) — селище міського типу в Пуховицькому районі Мінської області Білорусі. За даними на 2006 рік населення селища становило 2,9 тис. осіб. Центральний вузол Руденської вузькоколійної залізниці.